# Liste de ponts du Bangladesh
Cet article a pour objet de présenter une liste de ponts remarquables du Bangladesh, tant par leurs caractéristiques dimensionnelles, que par leur intérêt architectural ou historique. 

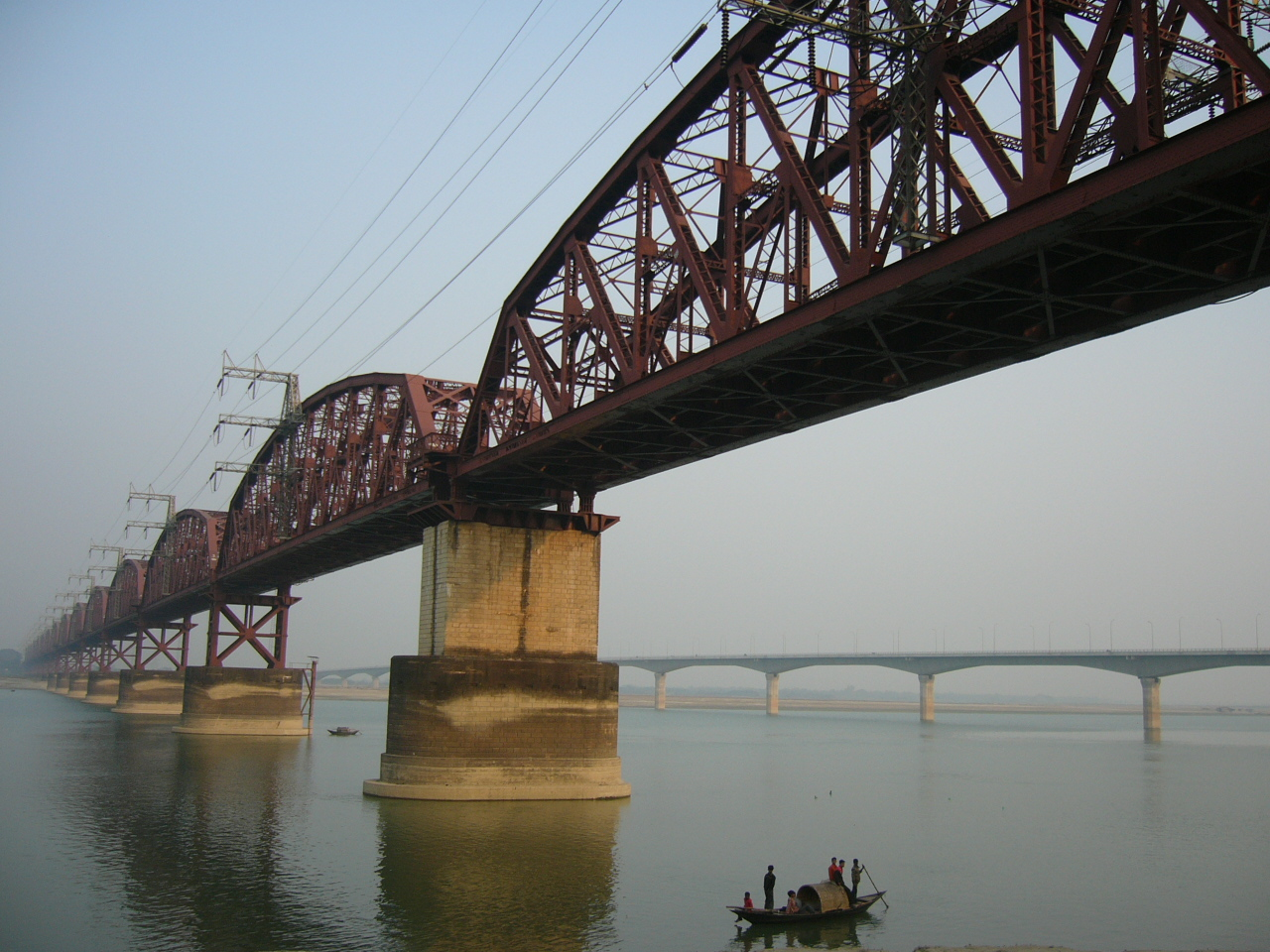
Le pont Hardinge et le pont de Lalon Shah (arrière-plan) sur la rivière Padma.

La catégorie lien donne la classification de l'ouvrage parmi ceux présentés et propose un lien vers la fiche technique du pont sur le site Structurae, base de données et galerie internationale d'ouvrages d'art. La liste peut être triée selon les différentes entrées du tableau pour voir ainsi les ponts en arc ou les ouvrages les plus récents par exemple.
Les colonnes portée et longueur, exprimées en mètres indiquent respectivement la distance entre les pylônes de la travée principale et la longueur totale de l'ouvrage, viaducs d'accès compris.

## Ponts présentant un intérêt historique ou architectural
|  |   | Nom                          | Bengali            | Distinction | Long. | Type                         | Voie portée Voie franchie      | Date         | Localisation                               | Division   | Ref.  |
|  | - | ---------------------------- | ------------------ | ----------- | ----- | ---------------------------- | ------------------------------ | ------------ | ------------------------------------------ | ---------- | ----- |
|  | 1 | Pont Panam                   |                    |             |       | Maçonnerie 3 arches, briques | Sonargaon Road Canal Pankhiraz | XVIIe siècle | Sonargaon 23° 39′ 23,2″ N, 90° 36′ 07,2″ E | Dhaka      | [ 1 ] |
|  | 2 | Pont Kean                    | কীন ব্রীজ             |             | 350   | Treillis Acier               | N2 Dhaka-Sylhet Highway Surma  | 1936         | Sylhet 24° 53′ 15,2″ N, 91° 52′ 04,8″ E    | Sylhet     |       |
|  | 3 | Kaptai Lake's Hanging Bridge | কাপ্তাই হ্রদের ঝুলন্ত ব্রীজ |             |       | Haubané                      | Passerelle Lac Kaptai          |              | Rangamati 22° 37′ 39,5″ N, 92° 11′ 23,6″ E | Chittagong |       |

## Grands ponts
Ce tableau présente les ouvrages ayant des portées supérieures à 100 mètres ou une longueur totale de plus de 3 000 mètres (liste non exhaustive).
|  |   | Nom                           | Bengali      | Portée    | Long. | Type                                  | Voie portée Voie franchie                              | Date | Localisation                                                | Division         | Ref.  |
|  | - | ----------------------------- | ------------ | --------- | ----- | ------------------------------------- | ------------------------------------------------------ | ---- | ----------------------------------------------------------- | ---------------- | ----- |
|  | 1 | Troisième pont de Karnaphuli  | তৃতীয় কর্ণফুলী সেতু | 200 (x3)  | 950   | Pont extradossé Tablier caisson béton | N1 Chittagong-Cox's Bazar Highway Borgang (Karnaphulî) | 2010 | Chittagong 22° 19′ 30,3″ N, 91° 51′ 11,7″ E                 | Chittagong       | [ 2 ] |
|  | 2 | Pont de Padma en construction | পদ্মা সেতু       | 150       | 5580  | Pont extradossé Tablier caisson béton | Padma                                                  | 2015 | Dacca 23° 25′ 41,2″ N, 90° 17′ 23,1″ E                      | Dhaka            |       |
|  | 3 | Pont de Lalon Shah            | লালন শাহ সেতু    | 110 (x15) | 1786  | Poutre-caisson Béton précontraint     | Rajshahi-Kushtia Highway N704 Padma                    | 2004 | Uttar Baghoil 24° 04′ 01,8″ N, 89° 01′ 35,9″ E              | Khulna Rajshahi  |       |
|  | 4 | Pont de Bhairab               | ভৈরব সেতু       | 110 (x7)  | 1194  | Poutre-caisson Béton précontraint     | N2 Dhaka-Sylhet Highway Meghna                         | 2002 | Bhairab Upazila - Ashuganj 24° 02′ 40,6″ N, 90° 59′ 44,8″ E | Chittagong Dhaka | [ 3 ] |
|  | 5 | Pont de Hardinge              | হার্ডিঞ্জ ব্রিজ    | 105 (x15) | 1800  | Treillis Acier                        | Padma                                                  | 1912 | Uttar Baghoil 24° 03′ 52,3″ N, 89° 01′ 36,5″ E              | Khulna Rajshahi  |       |
|  | 6 | Pont Jamuna                   | যমুনা বহুমুখী সেতু  | 100 (x47) | 4987  | Poutre-caisson Béton précontraint     | N405 Brahmapoutre                                      | 1998 | Sirajganj - Tangail 24° 23′ 58,7″ N, 89° 46′ 54,9″ E        | Dhaka Rajshahi   | [ 4 ] |
|  | 7 | Pont de Mukterpur             |              | (x5)      | 1521  | Poutre-caisson Béton précontraint     | R812 Dhaleswari                                        | 2008 | Munshiganj 23° 34′ 10,3″ N, 90° 30′ 44,6″ E                 | Dhaka            | [ 5 ] |
|  | 8 | Pont de Rupsha                |              | (x4)      | 1360  | Poutre-caisson Béton précontraint     | N709 Khulna City Bypass Rupsha                         | 2005 | Khulnâ 22° 46′ 40,1″ N, 89° 35′ 01,7″ E                     | Khulna           |       |
|  | 9 | Pont Hazrat Shah Amanat       |              | (x6)      | 919   | Treillis Acier                        | Borgang (Karnaphulî)                                   | 1989 | Chittagong 22° 19′ 30,8″ N, 91° 51′ 08,8″ E                 | Chittagong       | [ 6 ] |